# Battaglia di Frauenfeld
La battaglia di Frauenfeld fu uno scontro militare svoltosi il 25 maggio 1799 a Frauenfeld, attuale capitale del canton Turgovia, in Svizzera. Gli eserciti coinvolti furono quello francese, guidato dal generale Andrea Massena, e quello imperiale austriaco, guidato dall'Arciduca Carlo. La battaglia terminò la sera stessa con la ritirata degli austriaci, ma il giorno seguente i francesi fecero lo stesso.

## Antefatti

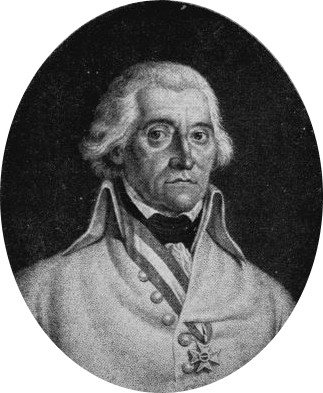
Generale Friedrich von Hotze

Nel 1798 la Vecchia Confederazione svizzera venne occupata dai francesi e al suo posto venne fondata la Repubblica Elvetica, sostenuta dalla Francia rivoluzionaria. All'inizio della guerra della Seconda coalizione, l'Armata del Danubio, comandata dal generale Jourdan, avanzò nella Germania meridionale, dove incontrò una forte opposizione da parte delle truppe imperiali austriache. Dopo le sconfitte nella battaglia di Feldkirch e nella battaglia di Stockach, i francesi dovettero ritirarsi dalla Germania e abbandonare anche la Svizzera orientale. Due eserciti austriaci al comando del generale Friedrich von Hotze e dell'arciduca Carlo li inseguirono. I due comandanti cercarono di unire le loro forze il più rapidamente possibile. Il 22 maggio 1799 l'avanguardia dell'esercito dell'arciduca giunse a Frauenfeld, dove si fermò per incontrare l'avanguardia dell'esercito di von Hotze, cosa che avvenne il 24 maggio.
Dopo che le loro avanguardie si erano già congiunte, Massena, momentaneamente stanziato a Winterthur, decise di tentare di impedire che lo stesso accadesse anche al resto delle loro forze. A questo proposito, schierò quattro battaglioni francesi e due elvetici, una compagnia di tiratori scelti elvetici, cinque squadroni di ussari e otto cannoni sotto il comando del generale Oudinot e del generale Augustin Keller per affrontare il nemico a Frauenfeld. Soult seguì in riserva con altri tre battaglioni francesi e tre elvetici.

## La battaglia
La mattina del 25 maggio 1799, verso le 5, il generale Oudinot incontrò la debole guarnigione austriaca a Frauenfeld. Queste truppe si ritirarono lentamente oltre il Thur. Verso le 9 giunsero però altre truppe dell'esercito di Hotze, sei battaglioni e sei squadroni, al comando di Franz Petrasch, sul fianco sinistro e nelle retrovie francesi. I francesi furono costretti a schierare le loro forze principali contro questo nuovo nemico. Circa 22000 austriaci erano ora schierati contro circa 14000 truppe francesi e svizzere. Lo scontro continuò senza un chiaro vincitore fino a sera. Di conseguenza, le perdite furono molto ingenti. Lo stesso aiutante generale delle truppe elvetiche, il generale Johann Weber cadde vittima di un cecchino. Poiché l'esito della battaglia era ancora poco chiaro, il generale Petrasch decise di ritirarsi alle 19:00. Nella battaglia gli austriaci persero circa 5000 uomini, per la maggior parte catturati dai francesi, e due cannoni.
Durante la battaglia, altre due colonne dell'esercito di Massena attaccarono le forze principali dell'arciduca austriaco nei pressi di Rorbas e Andelfingen per respingerle oltre il Thur. Tuttavia, dopo un iniziale successo, anche i francesi furono respinti. Nonostante il successo tattico a Frauenfeld, la posizione di Massena rimase quindi insostenibile e guidò una ritirata in direzione di Zurigo il 26 maggio. I contemporanei, come Carl von Clausewitz, criticarono Massena per aver fatto operare tre colonne e la riserva sotto Soult separatamente l'una dall'altra invece di concentrare tutte le sue forze contro l'esercito di Hotze.

## Conseguenze
A causa del fallimento dell'attacco francese all'esercito dell'arciduca e della successiva ritirata francese, non vi furono ulteriori ostacoli all'unione dei due eserciti austriaci. Le successive battaglie di Winterthur e di Zurigo stabilirono il momentaneo vantaggio delle forze della coalizione sul fronte svizzero. Verso la fine di settembre dello stesso anno, la situazione cambiò drasticamente in favore dei francesi.